# Back in the World
 Back in the World (englisch für ‚Zurück in die Welt‘) ist das sechste Livealbum von Paul McCartney und der Name einer Tournee. Gleichzeitig ist es einschließlich der Wings-Alben, der Fireman-Alben, der klassischen Alben, der Livealben und Kompilationsalben das 35. Album von Paul McCartney nach der Trennung der Beatles, das in Europa erschien, insgesamt war es sein 36. Album. Es wurde am 17. März 2003 in Europa veröffentlicht. Das Album ist im weiteren Sinne die europäische Ausgabe des Livealbums Back in the U.S.

## Entstehung
Im Anschluss an die Veröffentlichung und Öffentlichkeitsarbeit für sein Album Driving Rain war Paul McCartney ab April 2002 erstmals seit dem Jahr 1993 wieder auf Tournee gegangen. Für diese geplanten Liveauftritte stellte er eine neue Band zusammen: Paul „Wix“ Wickens, der schon Mitglied seiner Begleitband von 1989 bis 1993 war, sowie Abe Laboriel Jr. und Rusty Anderson, die auf dem Album Driving Rain Studiomusiker waren. Als neues Mitglied kam Brian Ray dazu; in dieser Zusammenstellung gibt Paul McCartney bis heute Konzerte (Stand: August 2025).
Vom 1. April bis zum 18. Mai 2002 begann Paul McCartney seine USA-Tournee unter der Bezeichnung Driving USA Tour mit 27 Konzerten. Während dieser Tournee wurde das Livealbum Back in the U.S. aufgenommen, dessen Aufnahmen im Wesentlichen die Grundlage des Albums Back in the World sind.
Am 3. Juni 2002 fand zu Ehren von Queen Elisabeth II. anlässlich des goldenen Thronjubiläums (Golden Jubilee) ein Konzert im Buckingham Palace Garden statt. Einer der eingeladenen Künstler war Paul McCartney, der die Lieder Blackbird, Her Majesty, Hey Jude und All You Need Is Love vortrug. Im Juli 2002 wurde die CD Party at the Palace, die unter anderem die Lieder All You Need Is Love und Hey Jude enthielt, veröffentlicht.
Am 29. November 2002 fand das Concert for George in der Royal Albert Hall in London statt, bei dem Paul McCartney die Harrison-Kompositionen For You Blue, Something und All Things Must Pass sang. Mit Eric Clapton sang McCartney das Lied While My Guitar Gently Weeps. Das Album Concert for George wurde am 17. November 2003 veröffentlicht. Die Harrison-Komposition Something, die Paul McCartney zur Erinnerung an den im November 2001 verstorbenen George Harrison spielte, wurde von McCartney mit einer Ukulele, einem Lieblingsinstrument von Harrison, vorgetragen.

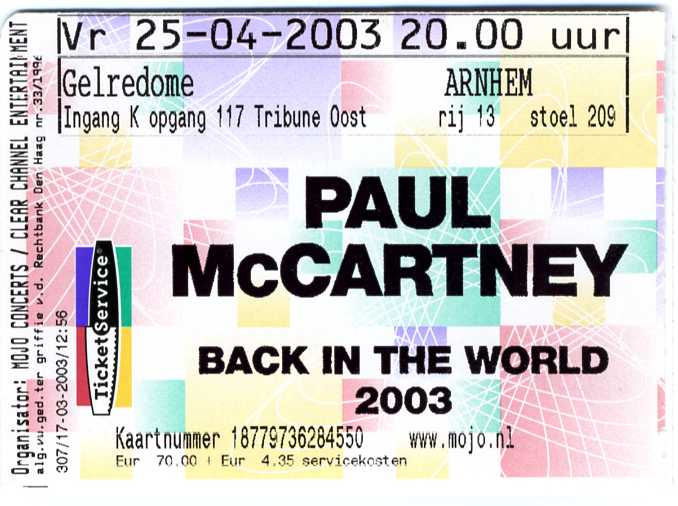
Eintrittskarte zu Paul McCartneys Tournee Back in the World 2003

Vom 25. März 2003 bis zum 1. Juni 2003 folgte die Europa-Tournee mit 33 Konzerten unter der Bezeichnung Back in the World 2003. Im Vorwege erschien am 17. März 2003 das Livealbum Back in the World. Die Unterschiede zum Livealbum Back in the U.S. waren wie folgt: Die Lieder Vanilla Sky, C Moon und Freedom wurden nicht für das Album Back in the World übernommen, stattdessen wurden die Lieder Calico Skies, Michelle, Let ’Em In und She’s Leaving Home eingefügt. Weiterhin handelt es sich bei Hey Jude um eine andere Liveversion, die nicht in New York City, sondern in Mexiko aufgenommen wurde.
Die Setlist der Europa-Tournee war wie folgt:
| 1. Hello, Goodbye 2. Jet 3. All My Loving 4. Getting Better 5. Let Me Roll It 6. Lonely Road 7. Your Loving Flame 8. Blackbird 9. Every Night 10. We Can Work It Out 11. Mother Nature’s Son 12. You Never Give Me Your Money / Carry That Weight 13. The Fool on the Hill 14. Here Today 15. Something 16. Eleanor Rigby 17. Here, There and Everywhere 18. I’ve Just Seen a Face 19. Calico Skies | 1. Two of Us 2. Michelle 3. Band on the Run 4. Back in the U.S.S.R. 5. Maybe I’m Amazed 6. Let ’Em In 7. My Love 8. She’s Leaving Home 9. Can’t Buy Me Love 10. Birthday 11. Live and Let Die 12. Let It Be 13. Hey Jude 14. The Long and Winding Road 15. Lady Madonna 16. I Saw Her Standing There 17. Yesterday 18. Sgt. Pepper’s Lonely Hearts Club Band (Reprise) / The End |

Wie bei den Livealben Wings over America, Tripping the Live Fantastic und Back in the U.S. wurde auch Back in the World als Doppel-CD veröffentlicht. Während sich auf dem Album Wings over America fünf Beatles-Lieder befinden, wurde die Anzahl bei Tripping the Live Fantastic auf 15, bei Back to the U.S. auf 19 und bei Back in the World auf 21 erhöht; wie bei den Alben Wings over America und Back in the U.S. wurde auch hier die Bezeichnung der Autorenschaft Lennon/McCartney in McCartney/Lennon vertauscht.
Das Album war in Großbritannien (22. Top-Ten-Album) und Deutschland (8. Top-Ten-Album) kommerziell erfolgreich.
Vom 25. Mai 2004 bis zum 26. Juni 2004 gab Paul McCartney weitere 14 Konzerte in Europa unter der Bezeichnung Summer Tour.

## Covergestaltung
Das Cover wurde von Dewynters plc gestaltet. Die Coverfotos stammen von Mark Seliger, die restlichen Bilder des CD-Begleitheftes sind von Bill Bernstein. Der Doppel-CD liegt ein 32-seitiges Begleitheft bei, das Information zum Album, zur Tournee und Bilder der Tournee enthält.

## Titelliste
| CD 1 1. Hello, Goodbye (McCartney/Lennon) – 3:46 vom Beatles-Album Magical Mystery Tour 2. Jet (Paul McCartney/Linda McCartney) – 4:02 vom Wings-Album Band on the Run 3. All My Loving (McCartney/Lennon) – 2:08 vom Beatles-Album With the Beatles 4. Getting Better (McCartney/Lennon) – 3:10 vom Beatles-Album Sgt. Pepper’s Lonely Hearts Club Band 5. Coming Up (Paul McCartney) – 3:26 vom McCartney-Album McCartney II 6. Let Me Roll It (Paul McCartney/Linda McCartney) – 4:24 vom Wings-Album Band on the Run 7. Lonely Road (Paul McCartney) – 3:12 vom McCartney-Album Driving Rain 8. Driving Rain (Paul McCartney) – 3:11 vom McCartney-Album Driving Rain 9. Your Loving Flame (Paul McCartney) – 3:28 vom McCartney-Album Driving Rain 10. Blackbird (McCartney/Lennon) – 2:30 vom Beatles-Album The BEATLES 11. Every Night (Paul McCartney) – 2:51 vom McCartney-Album McCartney 12. We Can Work It Out (McCartney/Lennon) – 2:29 Beatles-Single aus dem Jahr 1965 13. Mother Nature’s Son (McCartney/Lennon) – 2:11 vom Beatles-Album The BEATLES 14. Carry That Weight (McCartney/Lennon) – 3:05 vom Beatles-Album Abbey Road 15. The Fool on the Hill (McCartney/Lennon) – 3:09 vom Beatles-Album Magical Mystery Tour 16. Here Today (Paul McCartney) – 2:28 vom McCartney-Album Tug of War 17. Something (George Harrison) – 2:33 vom Beatles-Album Abbey Road | CD 2 1. Eleanor Rigby (McCartney/Lennon) – 2:17 vom Beatles-Album Revolver 2. Here, There and Everywhere (McCartney/Lennon) – 2:26 vom Beatles-Album Revolver 3. Calico Skies (Paul McCartney) – 2:38 vom McCartney-Album Flaming Pie 4. Michelle (McCartney/Lennon) – 3:15 vom Beatles-Album Rubber Soul (Titel nicht auf Back in the U.S. enthalten) 5. Band on the Run (Paul McCartney/Linda McCartney) – 5:00 vom Wings-Album Band on the Run 6. Back in the U.S.S.R. (McCartney/Lennon) – 2:55 vom Beatles-Album The BEATLES 7. Maybe I’m Amazed (Paul McCartney) – 4:48 vom McCartney-Album McCartney 8. Let ’Em In (Paul McCartney) – 3:51 vom Wings-Album Wings at the Speed of Sound (Titel ist nicht auf Back in the U.S. enthalten) 9. My Love (Paul McCartney/Linda McCartney) – 4:03 vom Wings-Album Red Rose Speedway 10. She’s Leaving Home (McCartney/Lennon) – 4:39 vom Beatles-Album Sgt. Pepper’s Lonely Hearts Club Band (Titel ist nicht auf Back in the U.S. enthalten) 11. Can’t Buy Me Love (McCartney/Lennon) – 2:09 vom Beatles-Album A Hard Day’s Night 12. Freedom (Paul McCartney) – 3:18 vom McCartney-Album Driving Rain 13. Live and Let Die (Paul McCartney/Linda McCartney) – 3:05 Wings-Single aus dem Jahr 1973 14. Let It Be (McCartney/Lennon) – 3:57 vom Beatles-Album Let It Be 15. Hey Jude (McCartney/Lennon) – 7:01 Beatles-Single aus dem Jahr 1968 (andere Abmischung als auf Back in the U.S.) 16. The Long and Winding Road (McCartney/Lennon) – 3:30 vom Beatles-Album Let It Be 17. Lady Madonna (McCartney/Lennon) – 2:21 Beatles-Single aus dem Jahr 1968 18. I Saw Her Standing There (McCartney/Lennon) – 3:08 vom Beatles-Album Please Please Me 19. Yesterday (McCartney/Lennon) – 2:08 vom Beatles-Album Help! 20. Sgt. Pepper’s Lonely Hearts Club Band (Reprise) / The End (McCartney/Lennon) – 4:39 von den Beatles-Alben Sgt. Pepper’s Lonely Hearts Club Band und Abbey Road |

## Wiederveröffentlichungen
- Die CD wurde bisher nicht neu remastert.
- Im Mai 2012 wurde das Album im Download-Format veröffentlicht.

## Singleauskopplungen
Aus dem Album wurde keine Single ausgekoppelt.

## Promotionveröffentlichungen
In Großbritannien wurde im März 2003 der Promotion-Album-Sampler Back in the World mit fünf Liedern veröffentlicht: Coming Up / Here, There and Everywhere / Hello Goodbye / Let ’Em In / Maybe I’m Amazed.
In Japan wurde die Promotion-CD-Single Hello Goodbye hergestellt.

## Chartplatzierungen
| ChartsChartplatzierungen     | Höchstplatzierung | Wochen |
| ---------------------------- | ----------------- | ------ |
| Deutschland (GfK)            | 10 (12 Wo.)       | 12     |
| Österreich (Ö3)              | 17 (10 Wo.)       | 10     |
| Schweiz (IFPI)               | 68 (3 Wo.)        | 3      |
| Vereinigtes Königreich (OCC) | 5 (14 Wo.)        | 14     |

## Auszeichnungen für Musikverkäufe
| Land/Region                  | Auszeichnungen für Musikverkäufe (Land/Region, Auszeichnung, Verkäufe) | Verkäufe |
| ---------------------------- | ---------------------------------------------------------------------- | -------- |
| Vereinigtes Königreich (BPI) | Gold                                                                   | 100.000  |
| Insgesamt                    | 1× Gold ·                                                              | 100.000  |

## Videoveröffentlichung
Der Konzertfilm Paul McCartney in Red Square wurde während der Back in the World Tour am 24. Mai 2003 in Moskau auf dem Roten Platz aufgenommen. Von diesem Konzert wurden 20 Lieder für die DVD verwendet; weitere zwölf Lieder stammen vom Konzert in St. Petersburg, das am 20. Juni 2004 während der Summer Tour stattfand.
Der Regisseur und Produzent des Films ist Mark Haefeli sowie Emilio Nuñez als weiterer Regisseur. Die Veröffentlichung der DVD erfolgte am 14. Juni 2005 in einer 5.1-Abmischung. Die DVD enthält folgende Lieder:
| In Red Square 1. Getting Better 2. Band on the Run 3. Can’t Buy Me Love 4. Two of Us 5. I Saw Her Standing There 6. We Can Work It Out 7. I’ve Just Seen a Face 8. Live and Let Die 9. Let ’Em In 10. The Fool on the Hill 11. Things We Said Today 12. Birthday 13. Maybe I’m Amazed 14. Back in the U.S.S.R. 15. Calico Skies 16. Hey Jude 17. She’s Leaving Home 18. Yesterday 19. Let It Be 20. Back in the U.S.S.R. (Reprise) | St. Petersburg 1. Intro 2. Jet 3. Got to Get You into My Life 4. Flaming Pie 5. Let Me Roll It 6. Drive My Car 7. Penny Lane 8. Get Back 9. Back in the U.S.S.R. 10. I’ve Got a Feeling 11. Sgt. Pepper’s Lonely Hearts Club Band (Reprise) / The End 12. Helter Skelter |